# Раунд-Маунтен (Каліфорнія)
Раунд-Маунтен (англ. Round Mountain) — переписна місцевість (CDP) в США, в окрузі Шаста штату Каліфорнія. Населення — 160 осіб (2020).

## Географія
Раунд-Маунтен розташований за координатами 40°47′51″ пн. ш. 121°56′17″ зх. д. / 40.79750° пн. ш. 121.93806° зх. д. (40.797463, -121.937988).  За даними Бюро перепису населення США в 2010 році переписна місцевість мала площу 4,36 км², з яких 4,34 км² — суходіл та 0,02 км² — водойми.

## Демографія
Згідно з переписом 2010 року, у переписній місцевості мешкало 155 осіб у 74 домогосподарствах у складі 36 родин. Густота населення становила 36 осіб/км².  Було 82 помешкання (19/км²).
Расовий склад населення:
| - 81,3 % — білих - 7,7 % — корінних американців - 1,9 % — азіатів - 0,6 % — вихідців з тихоокеанських островів - 0,6 % — чорних або афроамериканців |

До двох чи більше рас належало 7,1 %. Частка іспаномовних становила 7,7 % від усіх жителів.
За віковим діапазоном населення розподілялося таким чином: 17,4 % — особи молодші 18 років, 62,6 % — особи у віці 18—64 років, 20,0 % — особи у віці 65 років та старші. Медіана віку мешканця становила 47,8 року. На 100 осіб жіночої статі у переписній місцевості припадало 98,7 чоловіків;  на 100 жінок у віці від 18 років та старших — 106,5 чоловіків також старших 18 років.
Цивільне працевлаштоване населення становило 49 осіб. Основні галузі зайнятості: сільське господарство, лісництво, риболовля — 42,9 %, освіта, охорона здоров'я та соціальна допомога — 22,4 %, виробництво — 18,4 %.